# Notställ

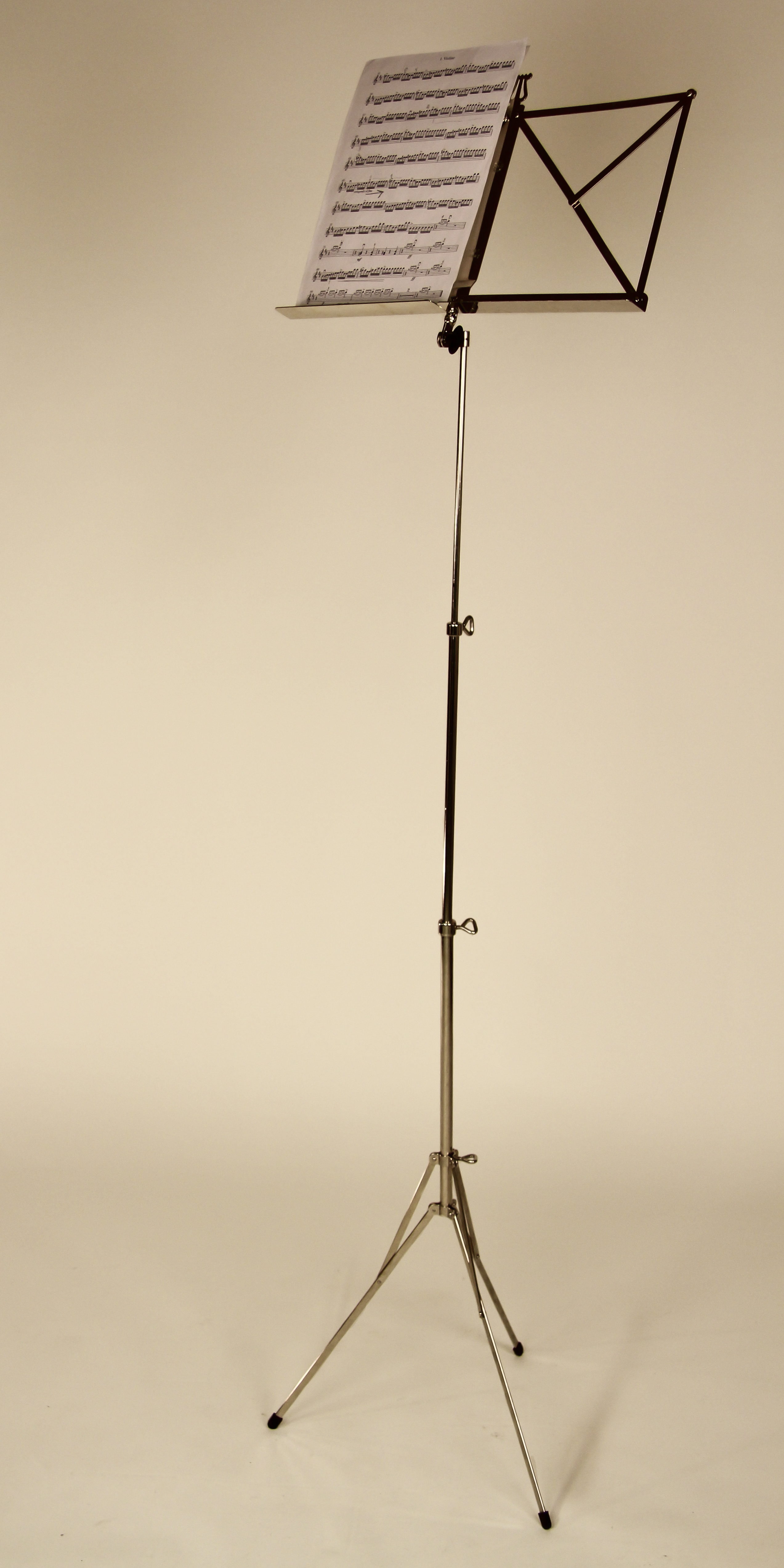
En vanlig typ av ett ihopfällbart notställ

Ett notställ är en konstruktion för att placera noter på, vilket en utövare av musik använder vid notläsning. Många notställ är portabla och små genom att det går att fälla ihop dem, det gäller dock inte de mer robusta typerna. 
I musikinstrument som piano och flygel ingår ofta en ställning för noterna i själva instrumentet.